# Winisk River
Der Winisk River ist ein etwa 600 km langer Zufluss der Hudson Bay im Norden der kanadischen Provinz Ontario. Einschließlich dem Quellfluss Pipestone River beträgt die Gesamtflusslänge 940 km. Der Flussname Winisk leitet sich aus dem Cree-Wort für „Waldmurmeltier“ ab.

## Flusslauf
Der Winisk River hat seinen Ursprung im Wunnummin Lake, von dem er in westlicher Richtung zum Winisk Lake fließt. Anschließend wendet er sich nach Norden. Bei Flusskilometer 187 biegt der Fluss scharf nach Osten ab. Ab Flusskilometer 68 wendet sich der Winisk River nach Nordosten und mündet schließlich in die Hudson Bay. Das Einzugsgebiet des Winisk River ist 67.300 km² groß.
Der Fluss liegt abgelegen und ist nicht per Straße erreichbar. Lediglich einige wenige Siedlungen befinden sich am Flusslauf: Wunnumin Lake First Nation (am Wunnummin Lake), Webequie (am Winisk Lake) und Peawanuck (etwa 30 km vor der Mündung). Der Fluss zeichnet sich durch starke Strömungen aus. Am Übergang vom Kanadischen Schild zur Hudson Bay-Niederung liegen Wildwasserstrecken. Anschließend verbreitert sich der Winisk River.

## Zuflüsse
- Pipestone River
- Asheweig River
- Shamattawa River

## Hydrometrie
Am Winisk River gibt es zwei Abflusspegel:
- Abflusspegel 04DA002 (⊙) bei Kanuchuan Rapids bei Flusskilometer 453 (Einzugsgebiet 19.000 km²; mittlerer Abfluss (1968–2020): 204 m³/s).[3]
- Abflusspegel 04DC001 (⊙) unterhalb der Einmündung des Asheweig River bei Flusskilometer 210 (Einzugsgebiet 50.000 km²; mittlerer Abfluss (1965–2020): 447 m³/s).[3]

Im folgenden Schaubild werden die mittleren monatlichen Abflüsse des Winisk River am Abflusspegel 04DA002 für die Messperiode 1967–2020 und am Abflusspegel 04DC001 für die Messperiode 1965–2020 in m³/s dargestellt.

## Winisk River Waterway Provincial Park
Ein Großteil seiner Flussstrecke zwischen Winisk Lake und Polar Bear Provincial Park wurde zum Provincial Waterway Park erhoben. Es handelt sich hierbei um einen Park ohne Infrastruktur. Es gibt bisher keine Gebühren und keine Besuchereinrichtungen.